# Music for Relief
Music for Relief ist eine von der US-amerikanischen Band Linkin Park gegründete gemeinnützige Hilfsorganisation, die seit März 2018 unter dem Dach der US-amerikanischen Wohltätigkeitsorganisation Entertainment Industry Foundation tätig ist. Ziel ist die finanzielle Unterstützung humanitärer Aufbauhilfe nach Naturkatastrophen und die Förderung von Umweltschutzprogrammen, insbesondere Aufforstungen und die Aufklärung der Öffentlichkeit über die ökologischen Konsequenzen des globalen Klimawandels. Music for Relief arbeitet projektbezogen mit international und vor Ort tätigen Hilfsorganisationen zusammen.

## Gründung
Music for Relief wurde im Jahr 2005 nach den Erdbeben und den dadurch ausgelösten verheerenden Tsunamis an den Küsten des Indischen Ozeans gegründet. Idee war, eine Spendenorganisation aus Fans, Musikern und Mitgliedern der Musikindustrie aufzubauen, um nach Naturkatastrophen Menschen in Not über die vor Ort tätigen Hilfsorganisationen finanziell zu unterstützen. Chester Bennington legte unter dem Eindruck der Zerstörungskraft der Tsunamis und der darauf folgenden humanitären Katastrophe die besondere Verantwortung von Musikern, zu helfen, dar. Sie verdankten ihr privilegiertes Leben der Unterstützung der Fans und seien verpflichtet, etwas zurückzugeben. Music for Relief erhielt die erste Spende über 100.000 US-Dollar von Linkin Park, sie wollten aber einen größeren Einsatz leisten. Dave Farrell erläutert: „Wir sahen die Verwüstungen und dachten, dass wir vielleicht nicht nur unsere Fans mobilisieren können, sondern die gesamte Musikindustrie“. Durch den Aufruf zu Online-Spenden, Benefizkonzerte und Konzertticket-Erlöse wurden drei Millionen US-Dollar Spendengelder gesammelt.

## Struktur
Die Vorstandschaft von Music for Relief bestand bis zum März 2018 aus den Bandmitgliedern von Linkin Park. Vorsitzender war Brad Delson, Rob Bourdon verwaltete die Finanzen und Whitney Showler hatte das Generalsekretariat inne. Der Beirat der Organisation umfasste über 20 Personen aus Wirtschaft und Musikindustrie, ergänzt um Künstler wie Julian Lennon, Medienvertretern von Thomson Reuters und Spendenorganisationen wie dem Charity Network des US-amerikanischen Milliardärs Todd Wagner. Sitz der Organisation war Los Angeles.
Aktiv beteiligen sich an den Fundraising-Aktivitäten der Organisation regelmäßig über 40 Musiker jeden Genres – von Céline Dion bis Korn, von Jay-Z bis R.E.M. und Steve Aoki. Mike Shinoda verdeutlicht: „Music for Relief ist nicht Linkin Park for Relief“. Anlassbezogene Kooperationen bestehen mit Unternehmen. Apple, Heineken, die Lufthansa, der FC Bayern München und die BMI spendeten unter anderen zum 10-jährigen Bestehen der Organisation im Rahmen der Aktion Relief LIVE.
Jährlich wurden in einem Bericht die Aktivitäten der Organisation und die durch Fundraising-Programme erzielten Spenden veröffentlicht.
Seit März 2018 ist Musik for Relief unter dem Dach der Entertainment Industry Foundation tätig, die die ursprüngliche Zielsetzung unverändert weiter verwirklicht.

## Ziele
Die Ziele der Organisation, die bis 2015 acht Millionen US-Dollar gesammelt hat und mit deren Unterstützung weltweit über 1,3 Millionen Bäume gepflanzt wurden, sind:
1. Bereitstellung von sofortiger und langfristiger Unterstützung für Überlebende von Naturkatastrophen
2. Schutz und Wiederherstellung der Umwelt als Mittel der Minderung des Risikos von Naturkatastrophen und Aufklärung und Sensibilisierung der Öffentlichkeit für dieses Thema
3. Förderung von Partnerschaften zwischen der Musikwelt, der Unterhaltungsindustrie und humanitären Hilfsorganisationen

Music for Relief arbeitet projektbezogen gemäß ihrer Spendenprogramme Katastrophenhilfe und Umweltschutz mit unterschiedlich ausgerichteten international agierenden Hilfsorganisationen zusammen. Im Jahr 2017 unterstütze die Organisation u. a. die United Nations Foundation, WWF, Save the Children, We Care Solar, TreePeople, Oxfam und den International Medical Corps.
Nach dem Tod von Chester Bennington am 20. Juli 2017 wurde zu seinen Ehren der One More Light Fonds initiiert. Ziel des von Bennington zu Lebzeiten favorisierten Spendenprogramms ist es, Krankenhäuser in Entwicklungsländern mit Licht auszustatten. Ein weiterer Schwerpunkt ist die Unterstützung von Menschen mit psychischen Erkrankungen über die Initiative 320 der bestehenden gemeinnützigen US-amerikanischen Organisation Change Direction.

## Engagement (Auswahl)

### Katastrophenhilfe
- Music for Relief unterstützte die Opfer des Hurrikans „Katrina“, wobei alle Geldspenden direkt an die Opfer und deren Familie gingen. Linkin Park, Fort Minor und Music For Relief haben sich mit der gemeinnützigen Organisation Friends and Helpers zusammengetan, um Schülern an verschiedenen Schulen in New Orleans zu unterstützen. Durch den Hurrikan wurden im Gebiet Louisiana 17 Schulen verwüstet, denen Linkin Park Schulmaterial zur Verfügung stellten und sie persönlich am 10., 11., und 12. September 2006 besuchten.[11]

- Im Jahr 2010 sammelte Music for Relief auf neue Art Geld für die Opfer des Erdbebens in Haiti durch die Möglichkeit des Downloads des Albums Download to Donate for Haiti gegen eine Spende. Die Compilation umfasste 18 unveröffentlichte Lieder von der Dave Matthews Band, Peter Gabriel, Alanis Morissette, Slash, The All-American Rejects, Hoobastank, Kenna, Enrique Iglesias, Lupe Fiasco, The Crystal Method, Metric, Jack Johnson, Weezer, Dinosaur Jr., Mickey Hart, Guster und Linkin Park mit Not Alone. Knapp ein Jahr später wurde ebenfalls zum Download gegen Spende das erweiterte Album Download to Donate for Haiti V2.0 mit insgesamt 86 Tracks veröffentlicht.

- Auch nach dem Tōhoku-Erdbeben 2011 in Japan wurde eine Kompilation mit bis dato unveröffentlichten Tracks unterschiedlicher Musiker veröffentlicht. Download to Donate: Tsunami Relief enthält 26 Lieder, darunter mit Issho Ni wieder ein exklusives Stück von Linkin Park. Spenden wurden zusätzlich über den Verkauf von Shinodas selbstdesignten T-Shirts erzielt.[12]

- 2011 unterstütze Music for Relief K’naan, der mit der Initiative I am a Star auf die Hungerkrise und die Lebensverhältnisse der Menschen in Somalia aufmerksam macht. Music for Relief spendete an ein Krankenhaus in der Region Banaadir 50.000 US-Dollar. Der gleiche Geldbetrag ging an Kitchen Mamas, ein Projekt, das Frauen in Somalia gesundheitsbezogene Bildungsprogramme anbietet.

- Im Jahr 2014 initiierte Music for Relief einen Spendenmarathon, um in Westafrika medizinisches Personal, das an Ebolafieber erkrankte Menschen betreut, mit Schutzausrüstung auszustatten.[13]

- Music for Relief spendete 25.000 US-Dollar Soforthilfe für die 2014 von einem Jahrhunderthochwasser betroffenen Balkanstaaten. Insbesondere Menschen aus Bosnien und Herzegowina wurden mit Lebensmitteln und sauberem Wasser versorgt. Zusätzlich wurden Solarleuchten bereitgestellt, da es in einigen Gemeinden wochenlang keine Elektrizität gab.[14]

- Im März 2017 initiierte Music for Relief das Spendenprogramm Famine & Drought In The Horn Of Africa, um Menschen im Südsudan, in Somalia, Äthiopien und Kenia, die seit 2011 von einer Hungerkrise betroffen sind, mit Wasser, Lebensmitteln und medizinischer Betreuung zu helfen.[15] Die Krise am Horn von Afrika hat sich durch Bürgerkriege und einer weiteren Dürreperiode drastisch verschärft.[16]

- Music for Relief unterstützt den Hurricane Harvey Relief Fund der Nichtregierungsorganisation Team Rubicon. Team Rubicon besteht aus Veteranen der US-Streitkräfte und stellt Such- und Rettungskräfte, die in den betroffenen Gebieten im Südosten Texas und im Südwesten Louisianas Katastrophenhilfe leisten.

### Umweltschutz
- Seit 2007 unterstützt Music for Relief[17] die gemeinnützige Organisation American Forests, die sich dem Schutz und der Wiederherstellung der US-amerikanischen und kanadischen Waldökosysteme widmet.[18] Für jedes verkaufte Konzertticket in Nordamerika spendeten Linkin Park von 2007 bis 2009 einen US-Dollar, der zweckgebunden zur Wiederaufforstung verwandt wurde.[19] Rob Bourdon ist seit 2012 Mitglied des Aufsichtsrats von American Forests.[20]

- Ende 2011 wurde von Music for Relief und Linkin Park der Fonds Power the World gegründet.[21] Ziel ist die Bekämpfung von Engerigiearmut in Entwicklungsländern und die Schaffung von Zugang zu nachhaltiger Energie in Anlehnung und Unterstützung des 2012 von den Vereinten Nationen ausgerufenen Jahres der Nachhaltigen Energie für alle.[22] Erstes Projekt war der Aufruf zu Spenden für solarbetriebene Glühbirnen für Familien in Haiti. Ebenfalls 2012 startete die Initiative We Care Solar Suitcase for Uganda zur Ausstattung von Krankenhäusern und Geburtskliniken mit Licht.[23]

- Seit 2015 erhält Wildcoast Spendengelder für den Erhalt der Mangrovenwälder in Bahía Magdalena und Baja California Sur, Mexiko. Die Umweltschutzorganisation setzt sich weltweit für den Erhalt von Küsten- und Meeresökosystemen und deren Wildtiere durch Schaffung von Schutzgebiete ein.[24][25]